# フィーバー (アイドルグループ)
フィーバー（FEVER）は、かつて日本で活動していた3人組のアイドルグループ。トライアングルと同様に"ポストキャンディーズ"として渡辺プロダクションからデビューした。

## 概説
1978年結成、1979年レコードデビュー、1981年解散。
グループ名は公募で集まった中から選ばれ、「キャンドル」「アイスキャンデー」「フルーツポンチ」など様々な候補の中から決定された。
テレビ朝日『みごろ!ゴロゴロ!大放送!!（『みごろ!たべごろ!笑いごろ!』の後身番組）』にて、解散のため降板したキャンディーズの「二代目」を選出するオーディションで1978年6月の最終選考で選ばれた渡井なおみ、岡広いづみ、北川まゆみによるグループ。この『みごろ - 』にもレギュラー出演していた。
1979年4月には、当時新しいスポーツとして注目を集めていた、スクランブル・ローラーゲームの「ミス・ローラースケート」に決定し活動していた。
お色気歌謡「熱い気分のさめないうちに」や、テクノ歌謡「デジタラブ」などは傑作との評価もある。

## メンバー
渡井なおみ
1960年3月17日生まれ。神奈川県横浜市出身。
本名、渡井 直美（わたい なおみ）
身長158cm。当時、あすなろプロに所属。
横浜女子商業学園高等学校（現・中央大学附属横浜高等学校）卒業。1975年、劇団あすなろに入団。
1976年、『ザ・カゲスター』千秋 役（レギュラー）でドラマデビュー。その後テレビドラマでは『刑事くん』（第4部、第12話　1976年）、『Gメン'75』（第73話（1976年10月9日）、第116話（1977年8月6日）、第140話（1978年1月28日）、第156話（1978年5月20日））、悪魔の手毬唄（1977年、由良泰子 役）、土曜ワイド劇場『怪奇！巨大蜘蛛の館』（1978年8月26日）、『やあ!カモメ』（1978年）に出演、バラエティ番組では『クイズ・ドレミファドン!』司会者を務め、CMにも多く出演。
特技は英会話、バスケットボール。姉が3人いる。
岡広いづみ
1958年6月24日生まれ。広島県出身。山口県出身。身長160cm
広島県立大竹高等学校卒業。
高校在学中から渡辺プロダクションのタレント養成所に在籍。渡辺プロの新人オーディションに合格。
趣味は作詞、得意なスポーツはソフトボール、スケート。
姉と弟がいる。
北川まゆみ
1957年11月22日生まれ。東京都足立区出身。
身長158cm。当時、劇団青年座に所属。
詳細は北川真由美の項目を参照。

## ディスコグラフィ

### シングル
| 発売日         | レーベル | 面 | タイトル                 | 作詞       | 作曲     | 編曲     | 備考 |
| -------------- | -------- | -- | ------------------------ | ---------- | -------- | -------- | --- |
| 1979年4月20日  | 東芝EMI  | A  | 悪魔にくちづけ           | 森雪之丞   | 佐藤健   | 船山基紀 | 『スリリング』はTBS制作のバラエティ番組 『笑って!笑って!!60分』内のコーナー『哀愁学園』の主題歌。 オリコンチャートに残る記録では、最高93位、登場週数3週。 |
| 1979年4月20日  | 東芝EMI  | B  | スリリング               | 麻生香太郎 | 佐々木勉 | 大村雅朗 | 『スリリング』はTBS制作のバラエティ番組 『笑って!笑って!!60分』内のコーナー『哀愁学園』の主題歌。 オリコンチャートに残る記録では、最高93位、登場週数3週。 |
| 1979年8月20日  | 東芝EMI  | A  | ユー・アー・セクシー     | 康珍化     | 穂口雄右 | 穂口雄右 | |
| 1979年8月20日  | 東芝EMI  | B  | 暗くなるまで待てないわ   | 康珍化     | 穂口雄右 | 穂口雄右 | |
| 1979年12月20日 | 東芝EMI  | A  | 熱い気分のさめないうちに | 康珍化     | 穂口雄右 | 大村雅朗 | |
| 1979年12月20日 | 東芝EMI  | B  | ギブ・ミー・ア・チャンス | 康珍化     | 穂口雄右 | 大村雅朗 | |
| 1980年4月5日   | 東芝EMI  | A  | シェイク・タッチ         | 森雪之丞   | 小杉保夫 | 後藤次利 | |
| 1980年4月5日   | 東芝EMI  | B  | お熱いのがお好き         | 森雪之丞   | 小杉保夫 | 後藤次利 | |
| 1980年11月5日  | 東芝EMI  | A  | デジタラブ               | 糸井重里   | 鈴木慶一 | 難波弘之 | |
| 1980年11月5日  | 東芝EMI  | B  | 心がわりのバタフライ     | 糸井重里   | 鈴木慶一 | 難波弘之 | |

### アルバム
「FIRST FLIGHT」（1979年7月20日／LP:TP-80081）
- SIDE A

1. OPENING〜ENDLESS FLASH
作詞：森雪之丞／作曲・編曲：大村雅朗
2. THINK IT OVER
作詞：Cissy Houston、Alvin Fields／日本語訳：西谷翔／作曲：Michael Zager／編曲：宮川泰
3. RAIN RAIN
作詞：H.R.Barnes、Ralf Bernet／日本語訳：森雪之丞／作曲：Sven Linus／編曲：大村雅朗
4. マルガリータに酔わされて
作詞：笠間ジュン／作曲：佐々木勉／編曲：大村雅朗
5. DANCING DOLL(舞姫)
作詞：森雪之丞／作曲：佐藤健／編曲：船山基紀

- SIDE B

1. ウィンクで翔ばして
作詞：森雪之丞／作曲：馬飼野康二／編曲：船山基紀
2. スリリング
作詞：麻生香太郎／作曲：佐々木勉／編曲：大村雅朗
3. やさしく殺して
作詞：喜多條忠／作曲：馬飼野康二／編曲：船山基紀
4. 悪魔にくちづけ
作詞：森雪之丞／作曲：佐藤健／編曲：船山基紀
5. かーてん・こーる
作詞：阿木燿子／作曲・編曲：穂口雄右
キャンディーズのラストシングル『微笑がえし』の同名のB面曲のカバー。

## CM
- 永谷園「ミルクセーキ」（1979年）[10]